# Tízmillió
A tízmillió egy természetes szám a  9 999 999 és a 10 000 001 számok között.